# Наджарян, Джон
Джон Саркис Наджарян (англ. John Najarian; 22 декабря 1927, Окленд, Калифорния, США — 1 сентября 2020, Стиллуотер, Миннесота, США) — американский хирург-трансплантолог, доктор медицинских наук (1952), пионер в области трансплантации органов, расширил спасительный потенциал трансплантации органов за пределы того, что когда-то считалось возможным. Он почти в одиночку превратил практику трансплантации органов в то, что можно было бы считать привычной процедурой.
Доктор Наджарян и его команда внесли важный вклад в развитие методов сохранения органов, разработку антилимфоцитарного глобулина (ALG), тестирование новых иммунодепрессантов и ксенотрансплантацию. В его честь названа Медицинская школа Миннесотского университета.

## Биография
Джон Саркис Наджарян родился 22 декабря 1927 года в Окленде, штат Калифорния, в семье армянских иммигрантов. Его отец Карапет торговал коврами, а мать Сиран была домохозяйкой.
Он получил степень бакалавра в Калифорнийском университете в Беркли в 1948 г., с отличием его окончив. Изучал доврачебную учебную программу, играя в футбольной команде UC Golden Bears под руководством знаменитого тренера Паппи Уолдорфа. Он получил степень доктора медицины в Калифорнийском университете в Сан-Франциско в 1952 году, а затем прошел обучение общей хирургии в том же учреждении.

## Карьера
Он быстро стал успешным хирургом по пересадке органов и был принят на работу во многие колледжи, в конечном итоге выбрав факультет хирургии Миннесотского университета, где тогдашний начальник хирургии доктор Оуэн Вангенстин создавал программу академической медицины, известную во всем мире своими хирургическими инновациями и толерантностью для нестандартных подходов.
Наджарян был заведующим кафедрой хирургии Медицинской школы Университета Миннесоты с 1967 по 1993 год. Он был автором почти тысячи статей в медицинской литературе.
Наджарян был одним из основателей Американского общества хирургов-трансплантологов и был его четвертым президентом. Его стипендиальная программа по трансплантационной хирургии подготовила многих видных хирургов-трансплантологов, в том числе хирургов из числа меньшинств Клайва О. Каллендера, основавшего программу трансплантологии в Медицинском колледже Университета Говарда.  Он провел новаторскую работу по трансплантации почек у детей в 1970-х годах, разработав антилимфоцитарный глобулин, препятствующий отторжению при педиатрической трансплантации печени и ксенотрансплантации свиных островков при диабете I типа.
Во время работы Наджаряна в Миннесотском университете произошел ряд нововведений: одновременная трансплантация почки и поджелудочной железы (1966 г.); трансплантация почки у больного сахарным диабетом 1 типа (1968 г.); трансплантация островковых аутотрансплантатов для лечения диабета (1974 г.); трансплантация части поджелудочной железы от живого донора (1978 г.); поджелудочная железа после пересадки почки от живого донора; трансплантация островковых аутотрансплантатов для лечения панкреатита (1979 г.); и только трансплантация поджелудочной железы от живого донора (1980).
Он также помогал пациентам с травмами, с которыми другие врачи не могли справиться.  Он был врачом, объявившим средствам массовой информации об обнаружении неоперабельной опухоли на тазовой кости Хьюберта Хамфри в августе 1977 года.  Одной из самых известных медицинских операций Наджаряна была пересадка печени, проведенная в Университете Миннесота в 1982 году, и его пациентом был младенец Хайме Фиске.

## Судебный процесс из-за ALG
Наджарян возглавил экспериментальные спасательные трансплантации для взрослых и детей и использовал свои обширные знания в области иммунологии и хирургии для создания препарата под названием ALG, который предотвращал отторжение органов у многих людей.
Тем не менее Управление по санитарному надзору за качеством пищевых продуктов и медикаментов (США) закрыло программу ALG в Университете в 1992 году, сославшись на десятки нарушений федеральных правил тестирования на наркотики. В течение двух десятилетий университет получал миллионы долларов от незаконных продаж препарата, согласно сообщению Star Tribune с использованием общедоступных отчетов.
Позже Наджаряну было предъявлено обвинение в незаконном распространении ALG, что стоило ему должности председателя хирургического отделения США. В 1996 году судья отклонил шесть из 21 обвинения против него, а присяжные сняли с него оставшиеся обвинения. Таким образом Наджарян был оправдан.

## Последующая карьера
После судебного разбирательства Наджарян решил продолжать оперировать пациентов.  Спустя 9 лет, когда доктор Наджарян ушел из хирургии, медицинская школа (Миннесотского университета) объявила, что создает кафедру в его честь.
По словам Мезрича, ALG больше не используется, но его заменили другие препараты, схожие по концепции.
Наджарян умер 1 сентября 2020 в возрасте 92 года. Его помнят как одного из величайших новаторов в иммунологической науке и хирургии. А в трансплантологии США возник термин эра Наджаряна (The Najarian Era).

## Признание
Наджарян признан множеством национальных и международных наград. Высшей наградой Наджаряна является премия Медавар 2004 года, широко признанная самой престижной наградой в мире за выдающиеся достижения в области трансплантации органов. Он стал лауреатом Медавара за основательный вклад в иммунобиологию, экспериментальную трансплантацию и клиническую трансплантацию. Он получил награду ASTS Pioneering Award от ASTS в 1999 году.